# Saint-Martin-de-Sescas

Saint-Martin-de-Sescas este o comună în departamentul Gironde din sud-vestul Franței. În 2009 avea o populație de 519 de locuitori.

## Evoluția populației
| An        | 1975 | 1982 | 1990 | 1999 | 2006 | 2009 |
| --------- | ---- | ---- | ---- | ---- | ---- | ---- |
| Populație | 374  | 401  | 426  | 471  | 494  | 519  |